# Mali-føderationen
Mali-føderationen var en kortlivet forbundsstat, som bestod af de tidligere franske kolonier Fransk Sudan (nuværende Mali) og Senegal. Staten blev grundlagt i 1959, og opløst igen allerede i 1961.
| Historie | Spire Denne historieartikel er en spire som bør udbygges. Du er velkommen til at hjælpe Wikipedia ved at udvide den. |

14°27′36″N 12°12′24″V / 14.45989°N 12.20669°V